# ویلسون-کونوکوچاگو (مریلند)
ویلسون-کونوکوچاگو (به انگلیسی: Wilson-Conococheague) شهری در ایالت مریلند کشور ایالات متحده آمریکا است که جمعیت آن در سرشماری سال ۲۰۱۰ میلادی، ۲٬۲۸۲ نفر بوده‌است.